# Grand Prix de Plumelec-Morbihan 2012
La 36e édition du Grand Prix de Plumelec-Morbihan a eu lieu le 26 mai 2012. La course fait partie du calendrier UCI Europe Tour 2012 en catégorie 1.1. Elle est la dixième épreuve de la Coupe de France 2012.

## Classement final
|    | Coureur            | Équipe                |    | Temps           |
| -- | ------------------ | --------------------- | -- | --------------- |
| 1  | Julien Simon       | Suar-Sojasun          | en | 4 h 28 min 48 s |
| 2  | Samuel Dumoulin    | Cofidis               |    | m.t.            |
| 3  | Javier Mejías      | Type 1                |    | m.t.            |
| 4  | Pierrick Fédrigo   | FDJ-BigMat            |    | m.t.            |
| 5  | Matthieu Ladagnous | FDJ-BigMat            |    | m.t.            |
| 6  | David de la Fuente | Caja Rural            |    | m.t.            |
| 7  | Clément Koretzky   | VC La Pomme Marseille |    | m.t.            |
| 8  | Arnaud Gérard      | FDJ-BigMat            |    | m.t.            |
| 9  | Romain Feillu      | Vacansoleil-DCM       |    | m.t.            |
| 10 | Rob Ruijgh         | Vacansoleil-DCM       | +  | 4 s             |